# Jean Léturgie

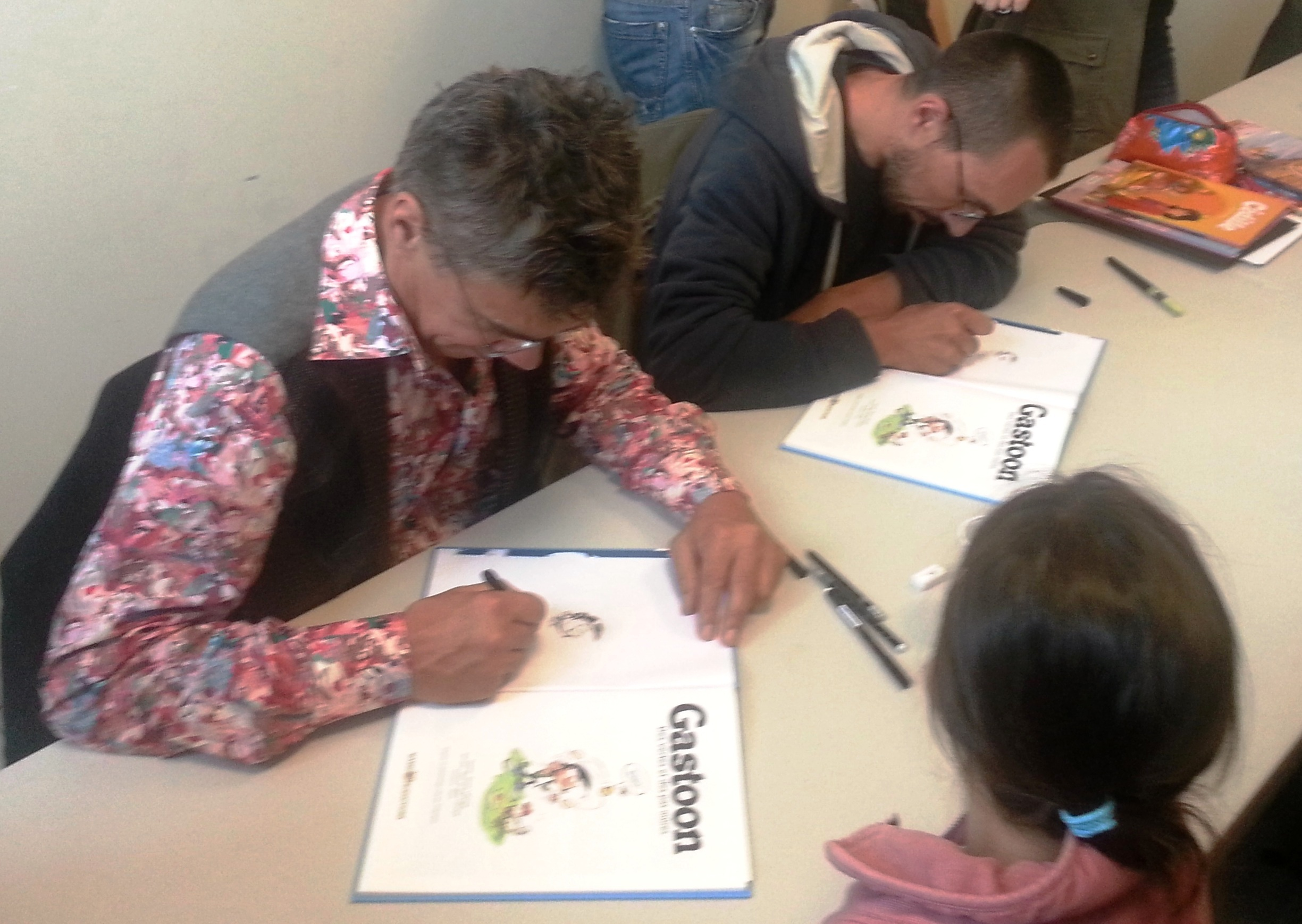
Jean und Simon Léturgie beim Signieren von Gastoon-Alben (2012)

Jean Léturgie (* 24. Dezember 1947 in Caen) ist ein französischer Comicautor.

## Werdegang
Nach diversen Herausgebertätigkeiten für verschiedene Magazine in den 1970er Jahren schuf er ab 1981 mit Xavier Fauche und dem Zeichner Philippe Luguy die mittlerweile 15 Bände umfassende Mittelalterserie Percevan (dt. Tassilo). In dieser Zeit gehörte er nach dem Tod René Goscinnys zu den Textern der Reihe Lucky Luke, für die er ebenfalls mit Xavier Fauche acht Szenarios schuf, sowie weitere für die Ableger Lucky Kid und Rantanplan. Eine weitere Reihe war ab 1999 Cotton Kid, ebenfalls eine Westernparodie.
Mit seinem als  Comiczeichner tätigen Sohn Simon (* 1974) arbeitete er bei den Serien Polstar und Spoon & White zusammen und gründete 1995 den Verlag Eigrutel Productions.

## Werke
- Tassilo (seit 1981)
- Lucky Luke (1982–1996)
- Cédric Lebihan (1982–1984)
- Rantanplan (1985–1995)
- Lucky Kid (1995–1997)
- Polstar (1996–2002)
- Cotton Kid (1999–2003)
- Spoon & White (1999–2021)
- Gastoon (2011–2012)